# Pesca e Nettarina di Romagna
Pesca e Nettarina di Romagna (IGP) è un prodotto ortofrutticolo italiano a Indicazione geografica protetta.

Le pesche e le nettarine di Romagna, che vengono coltivate soprattutto nelle zone di Forlì, Cesena, Ravenna e Imola, sono le uniche a vantare il riconoscimento europeo di Indicazione geografica protetta (IGP) all'interno dell'Unione europea.